# Ourea
Ourea (altgriechisch Οὔρεα Oúrea) sind in der griechischen Mythologie die als personifizierte Gebirge verstandenen Gottheiten. Sie sind vaterlose Nachkommen der Gaia und somit Geschwister des Uranos und des Pontos.
Als Ourea gelten der Ätna auf Sizilien, der Athos in Nordgriechenland, das Helikon, Nysos, Oreios, die Parnes und der Olymp in Zentralgriechenland und der Bozdağlar (Tmolos-Gebirge) in Anatolien.